# NGC 6120
NGC 6120 est une galaxie spirale située dans la constellation de la Couronne boréale. Sa vitesse par rapport au fond diffus cosmologique est de 9 222 ± 17 km/s, ce qui correspond à une distance de Hubble de 136,0 ± 9,5 Mpc (∼444 millions d'al). NGC 6120 a été découverte par l'astronome germano-britannique William Herschel en 1787.
NGC 6120 renferme des régions d'hydrogène ionisé.

## Groupe de NGC 6166
NGC 6120 fait partie du groupe de NGC 6166, le membre la plus lumineux de ce groupe de galaxies. Ce groupe renferme quatre galaxies. Les autres galaxies du groupe sont NGC 6137, NGC 6166 et UGC 10407 désigné comme 1626+4120, une malheureuse et non conventionnelle abréviation employée par Abraham Mahtessian pour CGCG 1626.8+4120
Puisque NGC 6166 fait partie de l'amas galactique Abell 2199, toutes les galaxies de ce groupe en font aussi partie.